# Тересін (гміна)
Гміна Тересін (пол. Gmina Teresin) — сільська гміна у центральній Польщі. Належить до Сохачевського повіту Мазовецького воєводства.
Станом на 31 грудня 2011 у гміні проживало 11356 осіб.

## Площа
Згідно з даними за 2007 рік площа гміни становила 87.98 км², у тому числі:
- орні землі: 86.00%
- ліси: 6.00%

Таким чином, площа гміни становить 12.04% площі повіту.

## Населення
Станом на 31 грудня 2011:
| Опис     | Загалом | Загалом | Чоловіки | Чоловіки | Жінки | Жінки |
| -------- | ------- | ------- | -------- | -------- | ----- | ----- |
| одиниця  | осіб    | %       | осіб     | %        | осіб  | %     |
| все      | 11356   | 100     | 5541     | 48.79    | 5815  | 51.21 |
| міське   | 0       | 100     | 0        |          | 0     |       |
| сільське | 11356   | 100     | 5541     | 48.79    | 5815  | 51.21 |

## Сусідні гміни
Гміна Тересін межує з такими гмінами: Баранув, Блоне, Кампінос, Лешно, Нова-Суха, Сохачев.